# サウサ
サウサ（Sauza）は、メキシコのテキーラ製造会社である。

## 概要
メキシコのテキーラ製造会社である。メキシコ国内売り上げ第一位のシェアという情報がある。本社が、メキシコのテキーラ市にある。

### 日本
輸入元のサントリーは同製品を『サウザ』として販売している。主力商品はスーパーマーケット等で容易に入手可能。

## 沿革
1873年に、ドン・セノビオ・サウサ（Don Cenobio Sauza）により、設立される。サウサ社の設立者により初めて、テキーラ（Tequila）と名づけられるにいたったとされる
。また、テキーラのアメリカ合衆国への輸出を最初に手がけたのも、サウサ社が最初とされている。
その後も現在に至るまで、サウサ一族が経営に関与している。
1994年より2005年まで、世界的規模の酒類メーカーグループのアライド・ドメクの会員企業となる。2005年7月26日より、同様の酒類メーカーグループのフォーチュン・ブランズ（Fortune Brands）の会員企業となる。フォーチュン・ブランズが行った分社化により2011年10月3日、ビーム社の傘下となる。2014年にサントリーがビーム社を買収したため現在はサントリーグループの一員であり、初めて日本法人が保有するテキーラ蒸留所となっている。

## 製品
- サウサ・コメラティボ　Sauza Conmerativo
- サウサ・シルバー Sauza Silver
- サウサ・ゴールド Sauza Gold
- サウサ・ブルー・シルバー Sauza Blue Silver
- サウサ・ブルー・レポサド Sauza Blue Reposado

### 日本
- テキーラ製品は全て『サウザ』と濁った表記で展開されている。
- サウザクーラー - レディ・トゥ・ドリンクとして販売されている。